# Павол Бірош
Павол Бірош (чеськ. Pavol Biroš; 1 квітня 1953 — 12 серпня 2020) — чехословацький футболіст, що грав на позиції захисника.
Виступав, зокрема, за клуб «Славія», а також національну збірну Чехословаччини. У складі збірної — чемпіон Європи.

## Клубна кар'єра
У дорослому футболі дебютував 1972 року виступами за команду клубу «Славія», в якій провів сім сезонів, взявши участь у 135 матчах чемпіонату. Найкращим досягненням у складі команди стали треті місця в сезонах 1973/74, 1975/76 і 1976/77.
Протягом 1979—1982 років захищав кольори команди клубу «Локомотив» (Кошиці).
Завершив професійну ігрову кар'єру у клубі «Татран», за команду якого виступав протягом 1982—1985 років. Всього в чехословацькій першій лізі зіграв 212 матчів і забив 1 гол.

## Виступи за збірну
1974 року дебютував в офіційних матчах у складі національної збірної Чехословаччини. Протягом кар'єри у національній команді, яка тривала 4 роки, провів у формі головної команди країни 9 матчів.
У складі збірної був учасником чемпіонату Європи 1976 року в Югославії, здобувши того року титул континентального чемпіона, втім на поле не виходив.

## Титули і досягнення
- Чемпіон Європи (1):

Чехословаччина: 1976